# Lijst van akoestici
Beroemde akoestici zijn:
- Pythagoras (ca. 569 v.Chr. – ca. 507 v.Chr.)
- Marin Mersenne (1588–1648)
- Christiaan Huygens (1629–1695)
- Ernst Chladni (1756–1827)
- Hermann von Helmholtz (1821–1894)
- Jules Antoine Lissajous (1822–1880)
- Rudolf Koenig (1832–1901)
- August Kundt (1839–1894)
- Lord Rayleigh (John William Strutt) (1842–1919)
- Heinrich Hertz (1857–1894)
- Wallace Clement Sabine (1868–1919)

- Norman William McLachlan (1888-?)
- Gilbert Arthur Briggs (1890–1978)
- Paul Voigt  (1901–1981)
- Harry F. Olson (1901–1982)
- Philip McCord Morse (1903-1985)
- Paul Wilbur Klipsch (1904–2002)
- Leo Leroy Beranek (1914-2016)
- Karl Uno Ingard (1921-2014)
- Victor Peutz (1926–2008)